# Harderwijk
Harderwijk (baix alemany Harderwiek) és un municipi de la província de Gelderland, al centre-oest dels Països Baixos. L'1 de gener del 2009 tenia 43.419 habitants repartits sobre una superfície de 48,27 km² (dels quals 9,8 km² corresponen a aigua). Limita al nord-est amb Dronten (Fl), a l'oest amb Zeewolde (Fl), a l'est amb Nunspeet i al sud amb Ermelo.

## Centres de població
- Harderwijk
- Hierden

## Administració
El consistori consta de 27 membres, compost per:
- Crida Demòcrata Cristiana, (CDA) 5 regidors
- ChristenUnie, 5 regidors
- Partit del Treball, (PvdA) 4 regidors
- Partit Popular per la Llibertat i la Democràcia, (VVD) 4 regidors
- Stadspartij Harderwijk 4 regidors
- Harderwijk Anders 3 regidors
- Gemeentebelang 2 regidors

## Galeria d'imatges

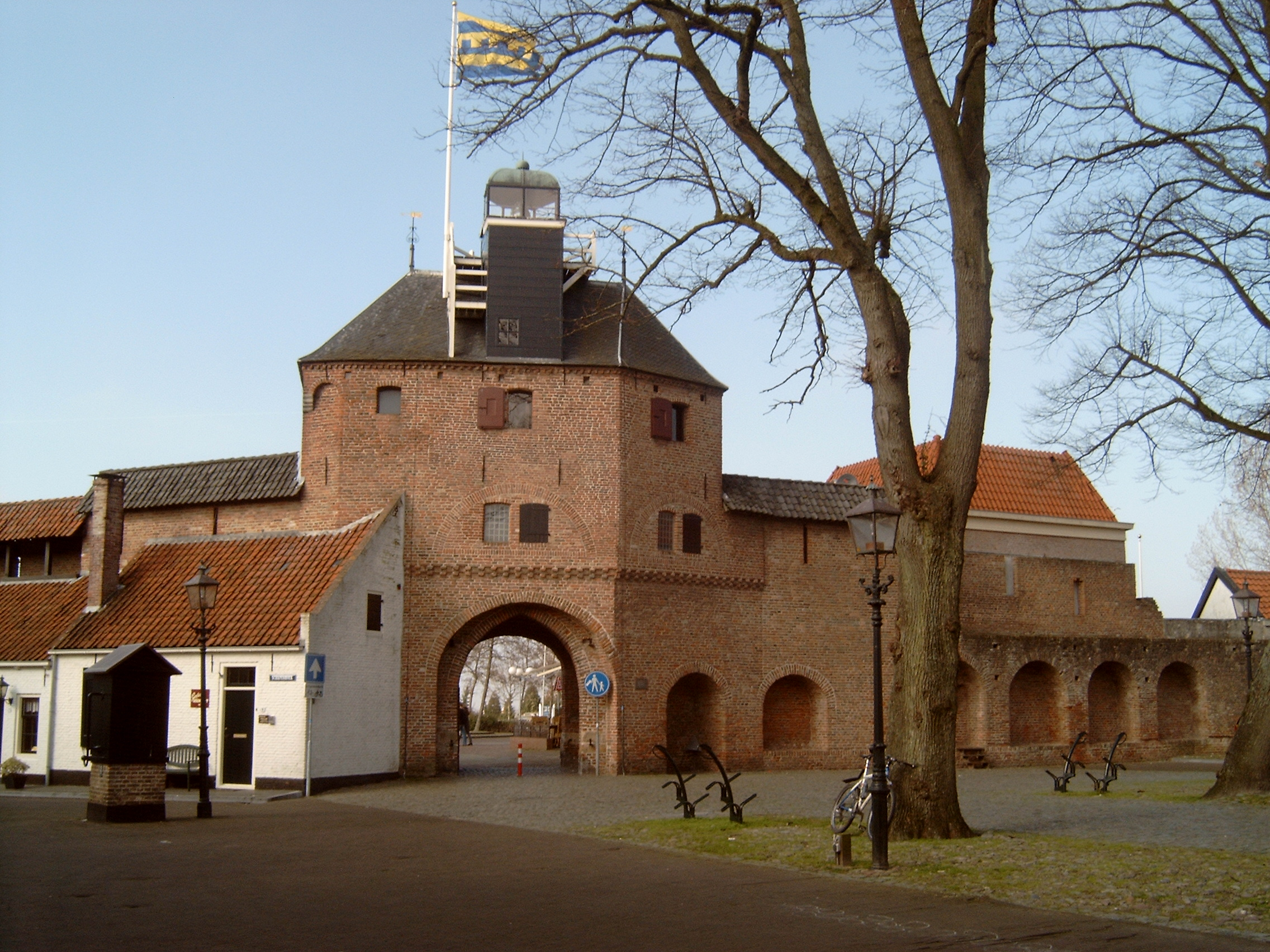
Porta d'entrada a la ciutat
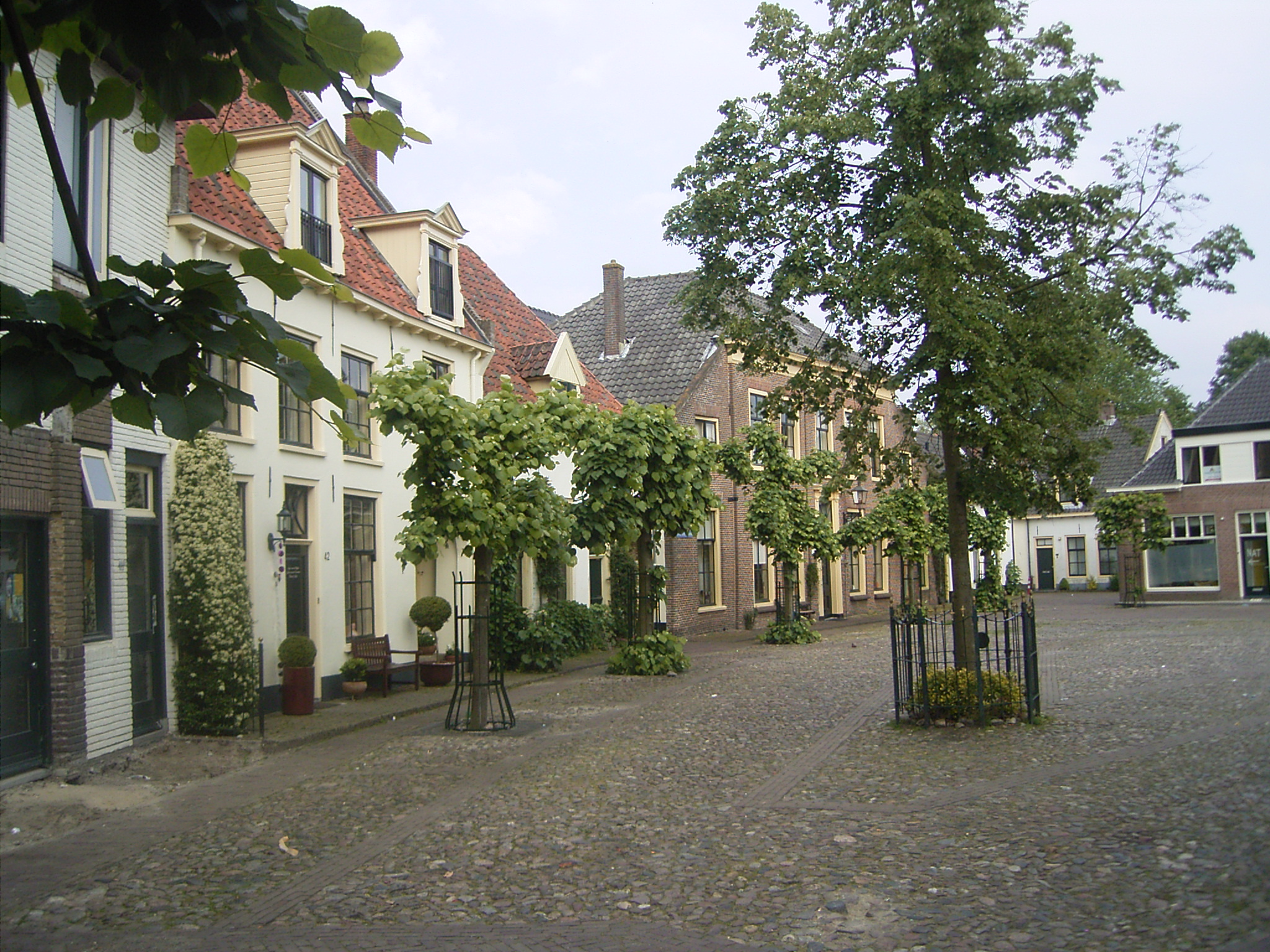
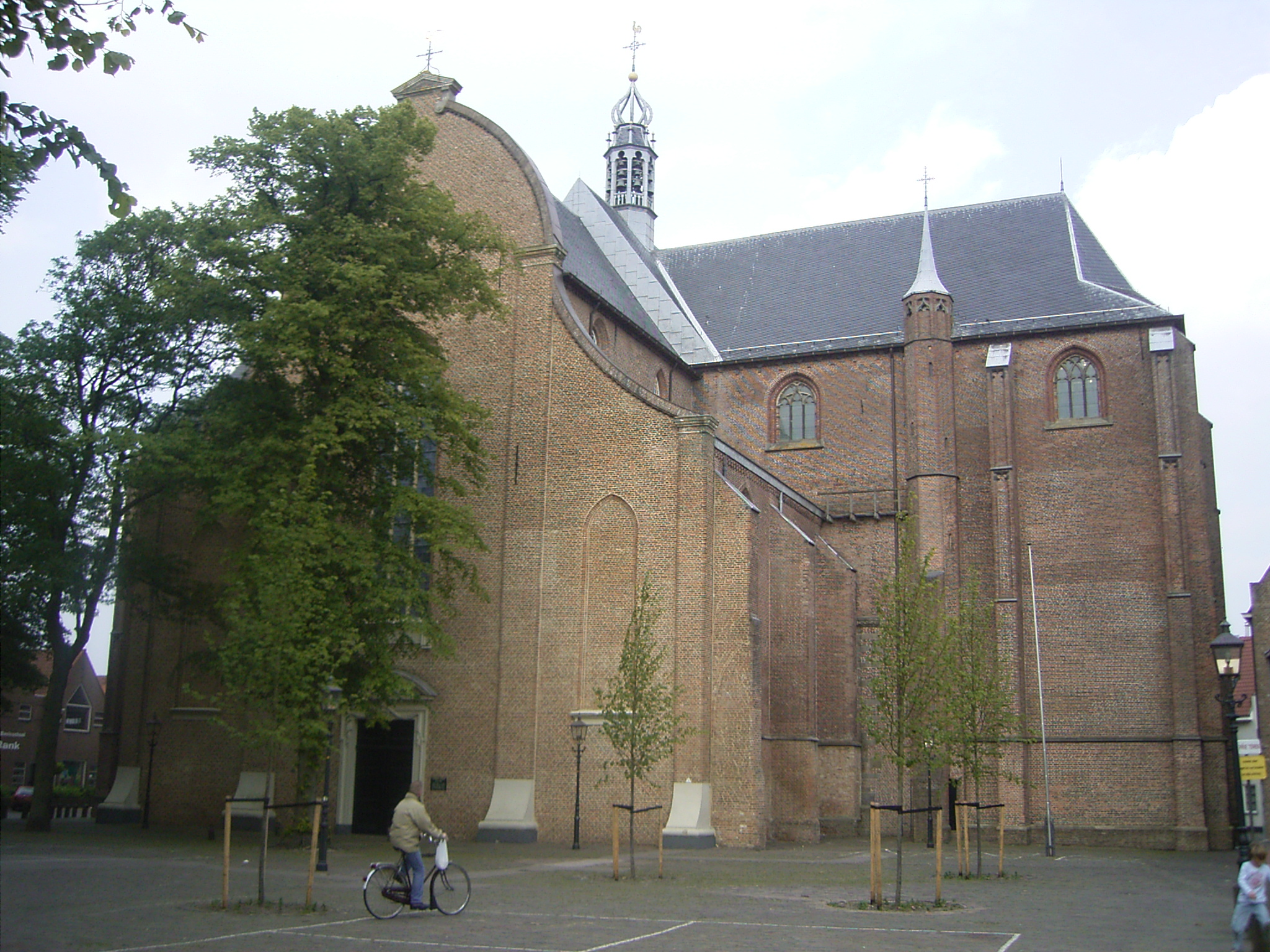
Església principal